# Stenurella bifasciata
Espèce
Stenurella bifasciata est un insecte coléoptère longicorne.

## Liste des sous-espèces
Selon Catalogue of Life (13 juin 2016) :
- sous-espèce Stenurella bifasciata intermedia Holzschuh, 2006
- sous-espèce Stenurella bifasciata lanceolata (Mulsant & Rey, 1863)
- sous-espèce Stenurella bifasciata limbiventris (Reitter, 1898)
- sous-espèce Stenurella bifasciata nigrosuturalis (Reitter, 1895)
- sous-espèce Stenurella bifasciata safronovi Danilevsky, 2011